# 910

## Nașteri
- dată necunoscută: Papa Ioan al XI-lea  (d. 936)
- dată necunoscută: Hedwiga de Saxonia ducesă consoartă a Franciei (d. 965)
- dată necunoscută: Berthold de Bavaria  (d. 947)
- dată necunoscută: Adalbert de Magdeburg  (d. 981)
- dată necunoscută: Theobald I de Blois politician francez (d. 975)
- dată necunoscută: Herbert cel Bătrân  (d. 980)
- dată necunoscută: Eyvindr Skáldaspillir  (d. 990)

## Decese
- Atenulf I de Benevento, principe longobard de Capua din 7 ianuarie 887, din 899 de Benevento (n. ?)